# Tonestus
Tonestus es un género de plantas con flores perteneciente a la familia  Asteraceae. Comprende 11 especies descritas y solo 4 aceptadas. Se encuentra en los Estados Unidos.

## Taxonomía
El género fue descrito por Aven Nelson y publicado en Botanical Gazette 37(4): 262. 1904.

## Especies seleccionadas
A continuación se brinda un listado de las especies del género Tonestus aceptadas hasta junio de 2012, ordenadas alfabéticamente. Para cada una se indica el nombre binomial seguido del autor, abreviado según las convenciones y usos.
- Tonestus eximius (H.M.Hall) A.Nelson & J.F.Macbr.
- Tonestus graniticus (Tiehm & L.M.Shultz) G.L.Nesom & D.R.Morgan
- Tonestus lyallii (A.Gray) A.Nelson	Accepted		TICA
- Tonestus pygmaeus (Torr. & A.Gray) A.Nelson